# آی اوریکاسا
آی اوریکاسا (انگلیسی: Ai Orikasa; ۱۲ دسامبر ۱۹۶۳ – ) صداپیشه، بازیگر، و خواننده اهل ژاپن بود. وی از سال ۱۹۸۰ میلادی تاکنون مشغول فعالیت بوده‌است.